# Collegio di Bury North
Bury North è un collegio elettorale situato nella Grande Manchester, nel Nord Ovest dell'Inghilterra, e rappresentato alla Camera dei comuni del Parlamento del Regno Unito. Elegge un membro del parlamento con il sistema first-past-the-post, ossia maggioritario a turno unico; l'attuale parlamentare è James Frith eletto con Partito Laburista, nel 2024.

## Estensione

Bury North dal 2010 al 2024

- 1983-2010: i ward del borgo metropolitano di Bury di Church, East, Elton, Moorside, Ramsbottom, Redvales, Tottington e Unsworth.
- 2010-2024: i ward del borgo metropolitano di Bury di Church, East, Elton, Moorside, North Manor, Ramsbottom, Redvales e Tottington.
- dal 2024: i ward del borgo metropolitano di Bury di Bury East, Bury West, Elton, Moorside, North Manor, Radcliffe North and Ainsworth, Ramsbottom, Redvales, Tottington e una piccola parte di Unsworth.

Il collegio di Bury North copre le città di Ramsbottom, Tottington e Bury. Fu creato nel 1983 da parti degli ex collegi di Rossendale e Bury and Radcliffe; nello stesso anno, Ramsbottom fu trasferito da Rossendale a Bury North, mentre a Rossendale fu aggiunta Darwen.

## Membri del parlamento
| Elezione | Elezione | Deputato      | Partito      |
| -------- | -------- | ------------- | ------------ |
|          | 1983     | Alistair Burt | Conservatore |
|          | 1997     | David Chaytor | Laburista    |
|          | 2010     | David Nuttall | Conservatore |
|          | 2017     | James Frith   | Laburista    |
|          | 2019     | James Daly    | Conservatore |
|          | 2024     | James Frith   | Laburista    |

## Elezioni

### Elezioni negli anni 2020
| Partito                    | Partito                                           | Candidato                  | Risultati 4 luglio 2024 | Risultati 4 luglio 2024 |
| Partito                    | Partito                                           | Candidato                  | Voti                    | %                       |
| -------------------------- | ------------------------------------------------- | -------------------------- | ----------------------- | ----------------------- |
|                            | Laburista                                         | James Frith                | 19 625                  | 43,11                   |
|                            | Conservatore                                      | James Daly                 | 12 681                  | 27,86                   |
|                            | Reform UK                                         | Nick Harris                | 7 385                   | 16,22                   |
|                            | Workers                                           | Shafat Ali                 | 1 917                   | 4,21                    |
|                            | Verdi                                             | Owain Sutton               | 1 747                   | 3,84                    |
|                            | Lib Dem                                           | Mark Alcock                | 1 317                   | 2,89                    |
|                            | Indipendente                                      | Anwarul Haq                | 571                     | 1,25                    |
|                            | Indipendente                                      | Spencer Donnelly           | 277                     | 0,61                    |
|                            |                                                   |                            |                         |                         |
| Iscritti                   | Iscritti                                          | Iscritti                   | 77 703                  | 100,00                  |
| ↳ Votanti (% su iscritti)  | ↳ Votanti (% su iscritti)                         | ↳ Votanti (% su iscritti)  | 45 520                  | 58,58                   |
| ↳ Astenuti (% su iscritti) | ↳ Astenuti (% su iscritti)                        | ↳ Astenuti (% su iscritti) | 32 183                  | 41,42                   |
|                            |                                                   |                            |                         |                         |
|                            | Esito: collegio passa da Conservatore a Laburista |                            |                         |                         |

### Elezioni negli anni 2010
| Partito                    | Partito                                           | Candidato                  | Risultati 12 dicembre 2019 | Risultati 12 dicembre 2019 |
| Partito                    | Partito                                           | Candidato                  | Voti                       | %                          |
| -------------------------- | ------------------------------------------------- | -------------------------- | -------------------------- | -------------------------- |
|                            | Conservatore                                      | James Daly                 | 21 660                     | 46,24                      |
|                            | Laburista                                         | James Frith                | 21 555                     | 46,02                      |
|                            | Lib Dem                                           | Gareth Lloyd-Johnson       | 1 584                      | 3,38                       |
|                            | Brexit                                            | Alan McCarthy              | 1 240                      | 2,65                       |
|                            | Verdi                                             | Charlie Allen              | 802                        | 1,71                       |
|                            |                                                   |                            |                            |                            |
| Iscritti                   | Iscritti                                          | Iscritti                   | 68 802                     | 100,00                     |
| ↳ Votanti (% su iscritti)  | ↳ Votanti (% su iscritti)                         | ↳ Votanti (% su iscritti)  | 46 841                     | 68,08                      |
| ↳ Astenuti (% su iscritti) | ↳ Astenuti (% su iscritti)                        | ↳ Astenuti (% su iscritti) | 21 961                     | 31,92                      |
|                            |                                                   |                            |                            |                            |
|                            | Esito: collegio passa da Laburista a Conservatore |                            |                            |                            |

| Partito                    | Partito                                           | Candidato                  | Risultati 8 giugno 2017 | Risultati 8 giugno 2017 |
| Partito                    | Partito                                           | Candidato                  | Voti                    | %                       |
| -------------------------- | ------------------------------------------------- | -------------------------- | ----------------------- | ----------------------- |
|                            | Laburista                                         | James Frith                | 25 683                  | 53,61                   |
|                            | Conservatore                                      | David Nuttall              | 21 308                  | 44,48                   |
|                            | Lib Dem                                           | Richard Baum               | 912                     | 1,90                    |
|                            |                                                   |                            |                         |                         |
| Iscritti                   | Iscritti                                          | Iscritti                   | 67 564                  | 100,00                  |
| ↳ Votanti (% su iscritti)  | ↳ Votanti (% su iscritti)                         | ↳ Votanti (% su iscritti)  | 47 903                  | 70,90                   |
| ↳ Astenuti (% su iscritti) | ↳ Astenuti (% su iscritti)                        | ↳ Astenuti (% su iscritti) | 19 661                  | 29,10                   |
|                            |                                                   |                            |                         |                         |
|                            | Esito: collegio passa da Conservatore a Laburista |                            |                         |                         |

| Partito                    | Partito                                   | Candidato                  | Risultati 7 maggio 2015 | Risultati 7 maggio 2015 |
| Partito                    | Partito                                   | Candidato                  | Voti                    | %                       |
| -------------------------- | ----------------------------------------- | -------------------------- | ----------------------- | ----------------------- |
|                            | Conservatore                              | David Nuttall              | 18 970                  | 41,94                   |
|                            | Laburista                                 | James Frith                | 18 592                  | 41,11                   |
|                            | UKIP                                      | Ian Henderson              | 5 595                   | 12,37                   |
|                            | Verdi                                     | John Southworth            | 1 141                   | 2,52                    |
|                            | Lib Dem                                   | Richard Baum               | 932                     | 2,06                    |
|                            |                                           |                            |                         |                         |
| Iscritti                   | Iscritti                                  | Iscritti                   | 67 608                  | 100,00                  |
| ↳ Votanti (% su iscritti)  | ↳ Votanti (% su iscritti)                 | ↳ Votanti (% su iscritti)  | 45 230                  | 66,90                   |
| ↳ Astenuti (% su iscritti) | ↳ Astenuti (% su iscritti)                | ↳ Astenuti (% su iscritti) | 22 378                  | 33,10                   |
|                            |                                           |                            |                         |                         |
|                            | Esito: collegio confermato a Conservatore |                            |                         |                         |

| Partito                    | Partito                                           | Candidato                  | Risultati 6 maggio 2010 | Risultati 6 maggio 2010 |
| Partito                    | Partito                                           | Candidato                  | Voti                    | %                       |
| -------------------------- | ------------------------------------------------- | -------------------------- | ----------------------- | ----------------------- |
|                            | Conservatore                                      | David Nuttall              | 18 070                  | 40,19                   |
|                            | Laburista                                         | Maryam Khan                | 15 827                  | 35,20                   |
|                            | Lib Dem                                           | Richard Baum               | 7 645                   | 17,00                   |
|                            | BNP                                               | John Maude                 | 1 825                   | 4,06                    |
|                            | UKIP                                              | Stephen M. Evans           | 1 282                   | 2,85                    |
|                            | Indipendente                                      | Bill Brison                | 181                     | 0,40                    |
|                            | Pirata                                            | Graeme P. Lambert          | 131                     | 0,29                    |
|                            |                                                   |                            |                         |                         |
| Iscritti                   | Iscritti                                          | Iscritti                   | 66 806                  | 100,00                  |
| ↳ Votanti (% su iscritti)  | ↳ Votanti (% su iscritti)                         | ↳ Votanti (% su iscritti)  | 44 961                  | 67,30                   |
| ↳ Astenuti (% su iscritti) | ↳ Astenuti (% su iscritti)                        | ↳ Astenuti (% su iscritti) | 21 845                  | 32,70                   |
|                            |                                                   |                            |                         |                         |
|                            | Esito: collegio passa da Laburista a Conservatore |                            |                         |                         |

### Elezioni negli anni 2000
| Partito                    | Partito                                | Candidato                  | Risultati 5 maggio 2005 | Risultati 5 maggio 2005 |
| Partito                    | Partito                                | Candidato                  | Voti                    | %                       |
| -------------------------- | -------------------------------------- | -------------------------- | ----------------------- | ----------------------- |
|                            | Laburista                              | David Chaytor              | 19 130                  | 43,05                   |
|                            | Conservatore                           | David Nuttall              | 16 204                  | 36,46                   |
|                            | Lib Dem                                | Wilfred Davison            | 6 514                   | 14,66                   |
|                            | BNP                                    | Stewart Clough             | 1 790                   | 4,03                    |
|                            | UKIP                                   | Philip Silver              | 476                     | 1,07                    |
|                            | Laburista Socialista                   | Ryan O'Neill               | 172                     | 0,39                    |
|                            | Veritas                                | Ian Upton                  | 153                     | 0,34                    |
|                            |                                        |                            |                         |                         |
| Iscritti                   | Iscritti                               | Iscritti                   | 72 258                  | 100,00                  |
| ↳ Votanti (% su iscritti)  | ↳ Votanti (% su iscritti)              | ↳ Votanti (% su iscritti)  | 44 439                  | 61,50                   |
| ↳ Astenuti (% su iscritti) | ↳ Astenuti (% su iscritti)             | ↳ Astenuti (% su iscritti) | 27 819                  | 38,50                   |
|                            |                                        |                            |                         |                         |
|                            | Esito: collegio confermato a Laburista |                            |                         |                         |

| Partito                    | Partito                                | Candidato                  | Risultati 7 giugno 2001 | Risultati 7 giugno 2001 |
| Partito                    | Partito                                | Candidato                  | Voti                    | %                       |
| -------------------------- | -------------------------------------- | -------------------------- | ----------------------- | ----------------------- |
|                            | Laburista                              | David Chaytor              | 22 945                  | 51,23                   |
|                            | Conservatore                           | John Walsh                 | 16 413                  | 36,65                   |
|                            | Lib Dem                                | Bryn Hackley               | 5 430                   | 12,12                   |
|                            |                                        |                            |                         |                         |
| Iscritti                   | Iscritti                               | Iscritti                   | 71 092                  | 100,00                  |
| ↳ Votanti (% su iscritti)  | ↳ Votanti (% su iscritti)              | ↳ Votanti (% su iscritti)  | 44 788                  | 63,00                   |
| ↳ Astenuti (% su iscritti) | ↳ Astenuti (% su iscritti)             | ↳ Astenuti (% su iscritti) | 26 304                  | 37,00                   |
|                            |                                        |                            |                         |                         |
|                            | Esito: collegio confermato a Laburista |                            |                         |                         |

## Risultati dei referendum

### Referendum sulla permanenza del Regno Unito nell'Unione europea del 2016
|             | Collegio   | Lasciare UE % | Rimanere in UE % |
| ----------- | ---------- | ------------- | ---------------- |
|             | Bury North | 53,6%         | 46,4%            |
| Inghilterra | 53,3%      | 46,7%         |                  |
| Regno Unito | 51,9%      | 48,1%         |                  |